# Condado de DeKalb (Indiana)
O Condado de DeKalb é um dos 92 condados do Estado americano de Indiana. A sede do condado é Auburn, e sua maior cidade é Auburn. O condado possui uma área de 942 km² (dos quais 3 km² estão cobertos por água), uma população de 40 285 habitantes, e uma densidade populacional de 43 hab/km² (segundo o censo nacional de 2000). O condado foi fundado em 1835 e o seu nome é uma homenagem a Johann de Kalb (1721-1780), militar alemão que foi major-general no Exército Continental durante a Guerra da Independência dos Estados Unidos.